# Kepler-237b
Kepler-237b es un planeta extrasolar que forma parte de un sistema planetario formado por al menos dos planetas. Orbita la estrella denominada Kepler-237. Fue descubierto en el año 2014 por la sonda Kepler por medio de tránsito astronómico.